# Svend Nielsen (fodboldspiller)
 Der er flere personer med dette navn, se Svend Nielsen.
Svend "Boston" Nielsen (født 20. november 1928 i København, død 25. maj 2005 i København) var en dansk landsholdsspiller i fodbold samt cricketspiller.
Svend Nielsen var den yngste af fem fodboldspillende brødre. Familien boede i Brumleby, der stødte op til B.93's tidligere fodboldbaner, hvor nu Parken ligger. Han var medlem i B.93 fra 1938 og spillede 139 kampe for klubben i perioden 1947-1961. Hans bror Helmuth fik flest kampe på B.93's divisionshold, nemlig 217 og scorede 121 mål i perioden 1939-1954. To andre af brødrene, Henry og Arno, blev som Svend landsholdsspillere og spillede henholdsvis seks og to landskampe. Den sidste bror Bent kom som de fire andre brødre på B.93's førstehold. Sammenlagt spillede de fem brødre 658 kampe og scorede 230 mål for klubben. 
Svend Nielsen spillede to ungdomslandskampe i 1949 og derpå 13 A-landskampe, hvor han debuterede i juni 1950.  Han var med på det danske landshold ved OL 1952 i Helsinki, hvor han spillede alle tre kampe og scorede i kampen mod Polen, et frisparksmål fra midt mellem straffesparksfeltet og midterlinjen. Det blev til yderligere et landskampsmål, også det på frispark, senere samme år mod Holland. Han spillede sin sidste landskamp samme år. I de to sidste landskampe blev han den på den tid hidtil yngste anfører på kun 23 år.[kilde mangler]
Svend Nielsen var en stærk forsvarsspiller, med et kanonskud, der er blevet målt til 115 km i timen. Han blev i 1953 solgt til AS Roma i italienske Serie A, men på grund af italienske restriktioner på antal udlændinge blev han lejet ud til den fransk klub Club Olympique de Roubaix-Tourcoing i Roubaix. Han fik ikke den store succes i udlandet. Da han vendte tilbage til Danmark, gjorde han comeback i B.93 i 1961 som 32-årig, hvor det blev til yderligere en sæson og 12 kampe for divisionsholdet. 
Svend Nielsen var desuden med til at vinde Danmarksmesterskabet i cricket for B.93.